# Bruno D'Andrea
Bruno D'Andrea, pseudonimo di Bruno Noli, noto anche come Bruno Pagni (Tortona, 7 luglio 1950  o il 9 febbraio 1949), è un conduttore televisivo, cantante e attore italiano.

## Carriera
Inizia la sua carriera artistica negli anni sessanta come cantante e musicista dei Nottambuli, ed in seguito come leader del suo gruppo Bruno D'Andrea Band.
Nella seconda metà degli anni settanta incide un paio di 45 giri, Siamo noi e una cover di Ti parlerò d'amor, già celebre cavallo di battaglia di Wanda Osiris.
Nel 1978 l'autore Luigi Albertelli, colpito dalla sua voce grintosa, gli fa incidere alcune sigle televisive per la Fonit Cetra: nel 1979 la fortunatissima Na-no na-no, sigla del telefim Mork & Mindy, e l'anno successivo Ty Uan (con lo pseudonimo Gli Atomi), sigla della trasmissione pomeridiana 3,2,1... contatto!. Nello stesso anno partecipa a Sanremo 1980 con il brano Mara. Sempre in quel periodo, appare in alcune trasmissioni televisive, fra cui Domenica in e Discoring.
Successivamente si dedica all'attività di cantante per orchestre da ballo, esibendosi con il suo gruppo nei locali del Nord Italia con un repertorio di liscio.

## Discografia

### Singoli
- 1976 – Siamo noi/Che pazzo son io (Real Music, REAN-14010)
- 1977 – Ti parlerò d'amor/Bella così (Real Music, REAN-14016)
- 1979 – Na-no na-no/Mork & Mindy (Fonit Cetra, SP 1715)
- 1980 – Mara/Replay (Fonit Cetra, SP 1723)
- 1980 – Ty Uan/Ty Uan (strumentale)  (Fonit Cetra, SP 1726)  (con lo pseudonimo Gli Atomi)